# Alfred Kaminski
Alfred Kaminski (* 26. Februar 1964 in Mölln) ist ein deutscher Fußballtrainer.

## Karriere als Trainer
Kaminski startete seine Trainerkarriere 1997 beim SV Eichede als Trainerassistent und wurde nach sechs Monaten zum Cheftrainer befördert. Von 2000 bis 2002 trainierte er die Mannschaft des FC Dornbreite, und von 2002 bis 2004 den Möllner SV. In der Zeit danach war Kaminski beim Deutschen Fußball-Bund als Talentförder-Trainer und als Scout bei der SpVgg Unterhaching tätig. Zu Beginn der Saison 2006/07 zog es ihn zum 1. FC Saarbrücken, wo er zunächst als Co-Trainer der ersten Mannschaft, später als Coach der U-23 und schließlich als Cheftrainer der ersten Mannschaft fungierte. Nachdem Kaminski 2008 den FCS verlassen hatte, war er weiterhin im Saarland tätig: Zunächst als sportlicher Leiter bei der SV 07 Elversberg, zwei Jahre später beim FC 08 Homburg in Doppelfunktion als sportlicher Leiter und Trainer. In der Saison 2012/13 war Kaminski beim VfR Aalen im Bereich Scouting und Analytik tätig. Im Januar 2014 unterschrieb er bei Kickers Offenbach einen Vertrag bis 2017 als sportlicher Leiter, den er im Sommer 2015 auflöste, um sich den Stuttgarter Kickers anzuschließen. In Stuttgart war Alfred Kaminski zunächst Trainer bei der zweiten Mannschaft der Blauen und Leiter des Nachwuchsleistungszentrums. Nachdem der Cheftrainer Horst Steffen am 4. November 2015 freigestellt worden war, übernahm Kaminski als Interimstrainer bis Ende der Woche die Profimannschaft der Kickers. Anschließend wurde Tomislav Stipić Cheftrainer.
Nach dem Abstieg in die Fußball-Regionalliga Südwest und der Beurlaubung von Stipić im Sommer 2016 wurde Kaminski zum neuen Cheftrainer ernannt. Nach der Suspendierung von Michael Zeyer als Sportdirektor der Stuttgarter Kickers am 20. Oktober 2016 blieb Kaminski noch vier Tage im Amt, ehe der Verein sich auch von ihm trennte.
Zur Saison 2018/19 übernahm Kaminski die Hessenligamannschaft des SG Barockstadt Fulda Lehnerz. Am 4. Oktober 2018 wurde er freigestellt.
Später übernahm Kaminski die Leitung des Nachwuchsleistungszentrums bei Kickers Offenbach. Im Oktober 2022 nach der Trennung von Alexander Schmidt sowie im April 2023 nach der Trennung von Ersan Parlatan  übernahm er jeweils interimistisch den Trainerposten bei der in der viertklassigen Regionalliga Südwest antretenden Wettkampfmannschaft.